# NGC 1071
NGC 1071 (również PGC 10290) – galaktyka spiralna z poprzeczką znajdująca się w gwiazdozbiorze Wieloryba. Odkrył ją Francis Leavenworth w 1886 roku. Należy do galaktyk Seyferta typu 2.